# Золотой пёстрый голубь
Золотой пёстрый голубь (лат. Ptilinopus luteovirens) — вид птиц семейства голубиных.

## Описание
Маленький голубь, длина тела 20 см. Основной цвет оперения жёлтый. Перья на голове имеют удлинённую форму, что придает переливающийся блеск. Окраска головы жёлтая с зеленоватым оттенком. Клюв, окологлазные кольца и ноги синевато-зелёного цвета. Радужная оболочка глаз беловатая. Хвост короткий. Выражен половой диморфизм. Самки с тёмно-зелёным цветом оперения.
Питаются фруктами, ягодами и насекомыми.
Кладка обычно состоит из одного белого яйца.

## Ареал
Эндемик Фиджи, обитает в тропических лесах островов Вити-Леву, Овалау, Гау, и др.